# Munkás Stadion
A Munkás Stadion (egyszerűsített kínai írás: 工人体育场, kínaiul: 工人體育場, pinjin: Gōngrén Tǐyùcháng, angolul: Workers Stadium) Kínában, Északkelet-Peking Chaoyang kerületében található sokcélú sportlétesítmény. Gyakran hívják Gongtitnak vagy Gong Ti-nak. Leginkább labdarúgó-mérkőzések rendezésére használják.
A létesítményt 1959-ben építették, és utoljára 2004-ben modernizálták. Nézőterének befogadóképessége 70 161 fő. 1990-ben a stadion volt a fő helyszíne az Ázsia-játékoknak, itt rendezték a nyitó- és záróünnepséget. A stadionban a  Beijing Guo'an Football Club tartja a magasabb nézőszámú mérkőzéseit. 2004-ben itt rendezték az AFC Ázsia-kupa labdarúgótorna döntő mérkőzését. 2008-ban a nyári olimpiai játékok alkalmával itt tartották a férfi labdarúgás negyeddöntőit és elődöntőit, valamint a női torna döntőjét.
A stadion környékén épültek fel az éjszakai élet létesítményei – szórakozóhelyek, színházak, mozik.

## Külső hivatkozások
- Football stadia in China (németül)
- Sports Illustrated Article, Hozzáférés ideje: April 03, 2007
- The Chronicle of Gongti Ximen, article about nightlife area
- Football Tours in China Archiválva 2021. december 29-i dátummal a Wayback Machine-ben